# Anna Di Stasio
Anna Di Stasio (née en 1933 à Naples et morte le 4 novembre 2011 à Rome) est une chanteuse lyrique italienne, mezzo-soprano.

## Biographie
Active sur les scènes de 1946 à 1986, Anna Di Stasio devient ensuite professeur de chant.
Son propre professeur avait été le baryton Riccardo Stracciari jusqu'à la mort de ce dernier en 1955.
Elle a débuté en 1946 dans le rôle de Liù de Turandot en tant que soprano et ce n'est qu'en 1950 qu'elle interprète désormais les rôles de mezzo-soprano, en débutant comme Suzuki dans Madame Butterfly d'abord à Naples puis à Rome, rôle qu'elle interprète plus de 400 fois. Elle joue notamment le premier rôle de Amneris au Caire pour remplacer au dernier moment Fedora Barbieri.